# Paul Lauterbur
Paul Christian Lauterbur (6.5.1929 – 27.3.2007) là nhà hóa học người Mỹ đã đoạt Giải Nobel Sinh lý và Y khoa năm 2003 chung với Peter Mansfield cho công trình nghiên cứu để phát triển Chụp cộng hưởng từ (MRI).
Lauterbur làm giáo sư ở trường Đại học Stony Brook từ năm 1963 tới năm 1985 nơi ông hướng dẫn công trình nghiên cứu để phát triển kỹ thuật Chụp cộng hưởng từ. Năm 1985 - cùng với người vợ Joan - ông trở thành giáo sư ở Đại học Illinois tại Urbana-Champaign trong 22 năm cho tới khi qua đời tại Urbana.
Ông là giáo sư môn hóa học, phụ trách giảng dạy các môn kỹ thuật sinh học, lý sinh học và sinh học tính toán tại Trung tâm nghiên cứu tiên tiến.

## Thời niên thiếu
Lauterbur gốc người Luxembourg. Sinh ra và lớn lên ở Sidney, Ohio, Lauterbur tốt nghiệp trung học ở trường Sidney High School. Ông học đại học ở Học viện Công nghệ Case tại Cleveland, nay là Đại học Case Western Reserve. 
Khi còn ở tuổi thiếu niên, Lauterbur đã lập một phòng thí nghiệm riêng ở tầng hầm ngôi nhà của cha mẹ. Thầy giáo dạy môn hóa học ở trường biết là Lauterbur thích làm các thí nghiệm riêng của mình, nên đã cho phép Lauterbur làm các thí nghiệm ở cuối lớp. Khi ông gia nhập Quân đội trong thập niên 1950, các cấp trên đã cho phép ông nghiên cứu trên máy cộng hưởng từ hạt nhân (NMR); khi xuất ngũ ông đã xuất bản 4 bài báo khoa học.

## Học vấn và sự nghiệp
Ông đậu bằng cử nhân hóa học tại Học viện Công nghệ Case, nay là thành phần của Đại học Case Western Reserve tại Cleveland, Ohio. Sau đó ông làm việc ở các phòng thí nghiệm của Viện Mellon thuộc Công ty Dow Corning, nhưng ngưng làm việc 2 năm để gia nhập quân đội, phục vụ tại Trung tâm Hóa học Quân đội ở Edgewood, Maryland.
Khi làm việc ở Viện Mellon ông cũng tiếp tục theo học ở Đại học Pittsburgh và đậu bằng tiến sĩ năm 1962. Sau đó ông làm phó giáo sư ở Đại học Stony Brook.
Trong các năm từ 1969-1979 ông làm việc ở phân khoa Hóa học của Đại học Stanford, nghiên cứu để phát triển lãnh vực "Cộng hưởng từ hạt nhân" với sự trợ giúp của các hãng kinh doanh Syntex và Varian Associates.
Ông trở lại tiếp tục làm việc ở Đại học Stony Brook tới năm 1985 rồi chuyển sang làm việc ở Đại học Illinois.

## Phát triển máy Chụp cộng hưởng từ
Lauterbur qui ý tưởng về máy "Chụp cộng hưởng từ" cho một cuộc động não trong một lần ngồi tại tiệm ăn "Big Boy" ở ngoại ô thành phố Pittsburgh, với mẫu máy "Chụp cộng hưởng từ" đầu tiên vẽ phác trên tấm khăn ăn. 
Cuộc nghiên cứu sâu xa hơn dẫn tới Giải Nobel được thực hiện ở Đại học Stony Brook trong thập niên 1970.
Giải Nobel Vật lý năm 1952 dành cho Felix Bloch và Edward Purcell là về việc phát triển lãnh vực Cộng hưởng từ hạt nhân (NMR), nguyên tắc khoa học cho việc "Chụp cộng hưởng từ". Tuy nhiên, hàng mấy thập kỷ sau "cộng hưởng từ" chỉ được sử dụng chủ yếu để nghiên cứu cấu trúc hóa học của các chất. Phải đến thập niên 1970 nhờ sự phát triển của Lauterbur và Mansfield máy "Chụp cộng hưởng từ" mới được sử dụng để chụp các hình cơ thể.
Lauterbur đã sử dụng ý tưởng của Robert Gabillard (triển khai trong luận án tiến sĩ của ông năm 1952) về việc đưa các gradient vào từ trường cho phép để xác định nguồn gốc của các sóng vô tuyến phát ra từ các hạt nhân nguyên tử của các đối tượng nghiên cứu. Thông tin không gian này cho phép tạo ra các hình ảnh hai chiều.
Khi Lauterbur dẫn dắt công trình nghiên cứu của mình tại Đại học Stony Brook, thì máy "cộng hưởng từ hạt nhân" tốt nhất của trường thuộc về phân khoa Hóa học; ông đã phải sử dụng nó để làm các thí nghiệm vào ban đêm, rồi phải thận trọng điều chỉnh trả lại cách bố trí của máy y nguyên như lúc ông chưa sử dụng.
Một số các hình ảnh đầu tiên mà Lauterbur chụp trong đó có các hình chụp một con vẹm (clam) mà cô con gái của ông nhặt từ bãi biển Long Island Sound (Eo biển Long Island) và 2 ống nghiệm nước nặng đặt bên trong một ly thủy tinh có vòi rót (beaker) chứa nước thông thường; thời đó không có kỹ thuật chụp hình nào khác có thể phân biệt hai loại nước. Thành tựu cuối cùng này đặc biệt quan trọng vì cơ thể con người gồm phần lớn là nước.
Khi Lauterbur lần đầu gửi tài liệu khoa học về những khám phá của mình cho tờ Nature, ban biên tập báo này đã từ chối công bố. Ban biên tập tạp chí Nature cho rằng các hình ảnh kèm theo tài liệu khoa học này quá mờ, dù chúng là những hình ảnh ban đầu chỉ ra sự khác biệt giữa nước nặng và nước thông thường. Về lần từ chối ban đầu này của tạp chí Nature, Lauterbur đã nói: "Bạn có thể viết toàn bộ lịch sử khoa học trong 50 năm vừa qua về những tài liệu khoa học bị các tạp chí Science hoặc Nature từ chối đăng".
Lauterbur đã khăng khăng yêu cầu họ xem xét lại lần nữa, lần này tờ báo đã đăng và ngày nay được biết đến như một bài báo khoa học cổ điển của tạp chí Nature.
Peter Mansfield của Đại học Nottingham tại vương quốc Anh đã tiếp tục đưa công việc ban đầu của Lauterbur đi một bước xa hơn, bằng cách triển khai một quá trình toán học để tăng tốc độ đọc hình ảnh.
Lauterbur đã không thành công khi nộp đơn xin bằng sáng chế để thương mại hóa công trình khám phá của mình. Trường Đại học Stony Brook đã quyết định không theo đuổi bằng sáng chế, với lý do là các chi phí quá cao sẽ không bõ bèn gì. 
Lauterbur đã cố gắng yêu cầu chính phủ liên bang trả tiền cho một nguyên mẫu máy "chụp cộng hưởng từ" trong nhiều năm ở thập niên 1970, và quá trình này kéo dài một thập kỷ.
Trong lúc đó, đại học Nottingham đã nộp đơn xin bằng sáng chế mà sau này đã làm cho Mansfield trở nên giàu có.

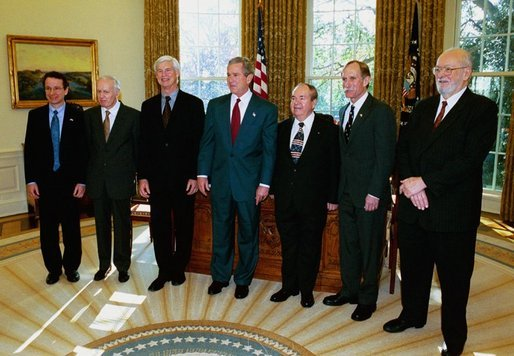
Tổng thống Hoa Kỳ George W. Bush cùng 6 người Mỹ đoạt giải Nobel năm 2003 trong Oval Office (văn phòng hình trái xoan). Từ trái sang phải: Tiến sĩ Roderick MacKinnon, thành phố New York (giải Nobel Hóa học); Tiến sĩ Anthony Leggett, Urbana, Illinois (giải Nobel Vật lý); Tiến sĩ Robert Engle, thành phố New York (giải Nobel Kinh tế); Tiến sĩ Alexei Abrikosov, Argonne, Illinois (giải Nobel Vật lý); Tiến sĩ Peter Agre, Baltimore, Maryland (giải Nobel Hóa học); Tiến sĩ Paul Lauterbur, Urbana, Illinois (giải Nobel Sinh lý và Y khoa).

## Giải Nobel
Lauterbur được trao giải Nobel Sinh lý và Y khoa cùng với Peter Mansfield vào mùa thu năm 2003. 
Đã xảy ra vụ tranh cãi về giải này khi Raymond Damadian đăng một bài nguyên trang trên các báo The New York Times, The Washington Post và The Los Angeles Times có tựa đề "Việc sai trái đáng xấu hổ phải được sửa sai" (The Shameful Wrong That Must Be Righted) cho rằng Ủy ban Nobel đã không coi ông là người cùng đoạt giải với Lauterbur và Mansfield vì trước đây ông đã nghiên cứu kỹ thuật "chụp cộng hưởng từ". Damadian cho rằng chính ông ta đã phát hiện kỹ thuật "chụp cộng hưởng từ" còn hai nhà khoa học đoạt giải Nobel chỉ cải tiến công nghệ của ông cho tinh vi hơn. Báo The New York Times đăng một bài xã luận nói rằng khi các nhà khoa học qui cho Damadian việc có bằng sáng chế trước đây về kỹ thuật "chụp công hưởng từ", còn Lauterbur và Mansfield phát triển thêm dựa trên kỹ thuật của Herman Carr để sản xuất các hình ảnh ban đầu là 2 chiều rồi sau đó là 3 chiều. Bài xã luận cho rằng việc này xứng đáng được trao giải Nobel vì di chúc của Alfred Nobel đã nói rõ là giải thưởng không được trao khi chỉ dựa vào việc cải tiến một kỹ thuật đã có sẵn để sử dụng cho mục đích thương mại. Tờ báo sau đó nêu ra vài trường hợp trong đó người phát hiện trước đã được trao giải Nobel, cùng với vài trường hợp đáng được trao giải mà không được trao, chẳng hạn như Rosalind Franklin và Oswald Avery.

## Từ trần
Lauterbur qua đời ngày 27.3.2007 tại nhà riêng ở Urbana, Illinois do bị bệnh thận. Hiệu trưởng danh dự của Đại học Illinois Richard Herman nói rằng: "ảnh hưởng của Paul Lauterbur được nhận biết trên khắp thế giới hàng ngày, mỗi khi một việc "chụp cộng hưởng từ" cứu sống một đứa con gái hay con trai, một người mẹ hay một người cha".

## Các giải thưởng khác và bằng danh dự
- Giải nghiên cứu Y học lâm sàng Lasker-DeBakey, 1984
- Quỹ nghiên cứu Ung thư của hãng General Motors Giải Kettering, 1985
- Giải Harvey, 1986
- Huân chương Khoa học Quốc gia, 1987
- Huy chương quốc gia về Công nghệ và Đổi mới (National Medal of Technology and Innovation), 1988, (chung với Raymond Damadian)[9]
- Giải Bower, Viện Franklin Philadelphia, 1990 (người nhận giải đầu tiên)
- Giải Khoa học Dickson của Đại học Carnegie Mellon năm 1993.[2]
- Giải của Viện Hàn lâm Khoa học về Hóa học phục vụ Xã hội (NAS Award for Chemistry in Service to Society) của Viện hàn lâm Khoa học quốc gia Hoa Kỳ, 2001[13]
- National Inventors Hall of Fame, lớp 2007

Bằng tiến sĩ danh dự:
- Đại học Carnegie-Mellon ở Pittsburgh
- Đại học Liège ở Bỉ
- Trường Y học Đại học Nicolaus Copernicus tại Kraków, Ba Lan